# Gavin Floyd
Gavin Christopher Floyd, född den 27 januari 1983 i Annapolis i Maryland, är en amerikansk professionell basebollspelare som är free agent. Han spelade senast för Toronto Blue Jays i Major League Baseball (MLB). Floyd är högerhänt pitcher.

## Karriär

### Major League Baseball

#### Philadelphia Phillies
Floyd draftades av Philadelphia Phillies 2001 som fjärde spelare totalt och året efter gjorde han proffsdebut i Phillies farmarklubbssystem. Han inledde för Lakewood BlueClaws i South Atlantic League (A), där han under 2002 års säsong var 11-10 (elva vinster och tio förluster) med en ERA på 2,77 på 27 starter. Året efter flyttades han upp till Clearwater Phillies i Florida State League (Advanced A), där han var 7-8 med en ERA på 3,00 på 24 matcher, varav 20 starter. 2004 spelade han mestadels för Reading Phillies i Eastern League (AA) och för Scranton/Wilkes-Barre Red Barons i International League (AAA), där han totalt för båda klubbarna var 7-9 med en ERA på 3,07 på 25 starter.
Mot slutet av 2004 års säsong kallades Floyd upp till moderklubben Phillies och han gjorde sin MLB-debut den 3 september mot New York Mets, en match som han vann efter en imponerande insats. Han hann med sex matcher, varav fyra starter, innan grundserien avslutades. På de matcherna var han 2-0 med en ERA på 3,49.
2005 inledde Floyd för Phillies, men han skickades ned till Scranton/Wilkes-Barre efter mindre bra prestationer. För Phillies var han 1-2 med en ERA på hela 10,04 på sju matcher, varav fyra starter, och för Red Barons var han 6-9 med en ERA på 6,16 på 24 matcher, varav 23 starter. Trots detta lyckades han ta en plats i Phillies spelartrupp när 2006 års säsong inleddes, men historien upprepade sig och han skickades ned till Scranton/Wilkes-Barre igen. För Phillies var han 4-3 med en ERA på 7,29 på elva starter och för Red Barons var han 7-4 med en ERA på 4,23 på 17 starter.

#### Chicago White Sox

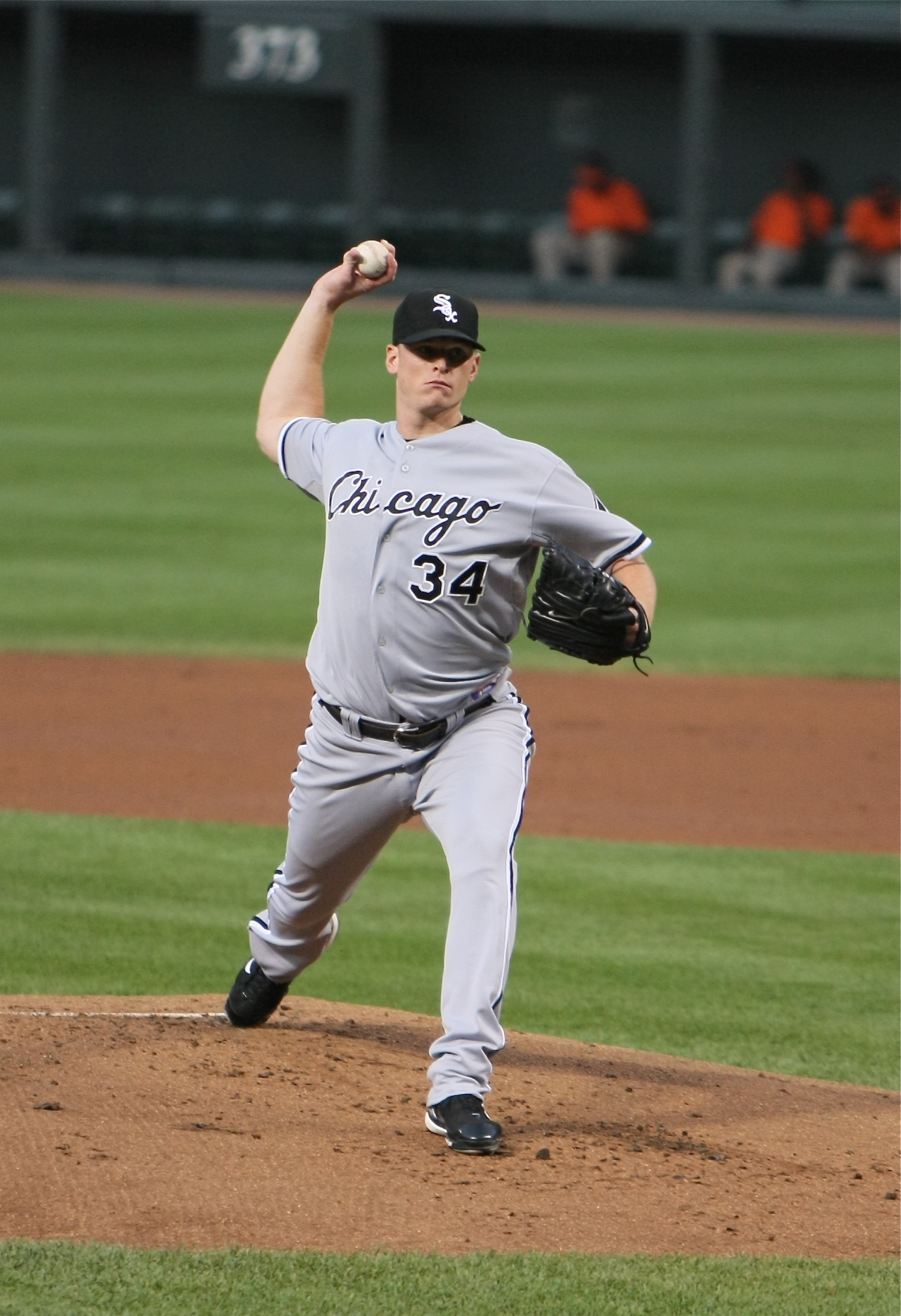
Floyd i Chicago White Sox dräkt 2008.

Inför 2007 års säsong bytte Phillies bort Floyd till Chicago White Sox. Han misslyckades dock med att ta en plats i White Sox spelartrupp utan inledde säsongen för klubbens högsta farmarklubb Charlotte Knights i International League. Där spelade han bra (7-3, 3,12 ERA på 17 starter) och i mitten av säsongen kallades han upp och fick göra sin debut för White Sox den 6 juli mot Minnesota Twins, en match som dock Twins vann med 12–0. Totalt under 2007 var Floyd 1-5 med en ERA på 5,27 på 16 matcher, varav tio starter.
2008 blev Floyds genombrottsår, då han pitchade mycket bra för White Sox. Han var under säsongen 17-8 med en ERA på 3,84 på 33 starter. Hans 17 vinster var sjätte bäst i American League, liksom hans slaggenomsnitt mot på 0,241. Klubben gick till slutspel, där Floyd fick starta en match i första omgången, American League Division Series (ALDS), mot Tampa Bay Rays. White Sox förlorade matchen och därmed matchserien med 1-3 i matcher.
Inför 2009 års säsong belönades Floyd med ett fyraårskontrakt värt 15,5 miljoner dollar, vilket även innehöll en möjlighet för klubben att förlänga kontraktet ytterligare ett år. Han hade en hyfsad säsong där han var 11-11 med en ERA på 4,06 på 30 starter. Året efter var tämligen likt (10-13, 4,08 ERA på 31 starter), liksom 2011 (12-13, 4,37 ERA på 31 matcher, varav 30 starter) och 2012 (12-11, 4,29 ERA på 29 starter).
White Sox utnyttjade sin möjlighet att förlänga Floyds kontrakt och han spelade för klubben även 2013. På sina fem första starter var han dock 0-4 med en ERA på 5,18. Därefter blev det inga fler matcher den säsongen på grund av en armbågsskada i hans kastarm som krävde operation. Efter säsongen blev han free agent.
Totalt för White Sox spelade Floyd 175 matcher, varav 168 starter, och var 63-65 med en ERA på 4,22.

#### Atlanta Braves
I december 2013 skrev Floyd på ett ettårskontrakt värt åtminstone fyra miljoner dollar med Atlanta Braves. Efter sex matcher i farmarligorna gjorde han sin debut för Braves den 6 maj 2014 mot St. Louis Cardinals. Efter bara nio starter tog säsongen slut för Floyd då han återigen tvingades till operation av sin högra armbåge, denna gång på grund av en fraktur i armbågsknölen. På de nio matcherna var han 2-2 med en ERA på 2,65. Efter säsongen blev han återigen free agent.

#### Cleveland Indians
I december 2014 skrev Floyd på ett ettårskontrakt värt åtminstone fyra miljoner dollar med Cleveland Indians, och man räknade då med att han skulle vara skadefri till försäsongsträningen 2015. Under försäsongsträningen visade det sig dock att Floyd på nytt hade en fraktur i armbågsknölen, och han tvingades till operation för tredje gången på mindre än två år. Först i början av september 2015 var han redo för comeback. Under resten av säsongen var han 0-0 med en ERA på 2,70 på sju matcher, samtliga inhopp. Efter säsongen blev han free agent.

#### Toronto Blue Jays
I februari 2016 skrev Floyd på ett ettårskontrakt värt en miljon dollar med Toronto Blue Jays. Han hamnade på skadelistan i slutet av juni på grund av en avsliten latissimus dorsi-muskel, och där blev han kvar resten av säsongen. Han var under 2016 2-4 med en ERA på 4,06 på 28 matcher, samtliga inhopp. Inför 2017 års säsong skrev han på ett minor league-kontrakt med Blue Jays och bjöds in till klubbens försäsongsträning. Han tog dock ingen plats i truppen och släpptes av Blue Jays i samband med att säsongen inleddes i början av april. Dagen efter genomgick han en rotatorkuff-operation.

## Spelstil
Floyd använder sig av fem olika kasttyper, men han förlitar sig mestadels på en four-seam fastball som han kastar i cirka 145–150 km/h (90–93 mph). Dessutom kastar han en sinker i samma hastighet, en slider i cirka 137–140 km/h (85–87 mph), en curveball i cirka 127–130 km/h (79–81 mph) och en changeup, mestadels till vänsterhänta slagmän, i cirka 137 km/h (85 mph). Han kastar ofta sin curveball när han har två strikes på slagmannen.